# Monticello (hrabstwo Green)
Monticello – wieś w Stanach Zjednoczonych, w stanie Wisconsin, w hrabstwie Green.